# Heinz Stögmüller

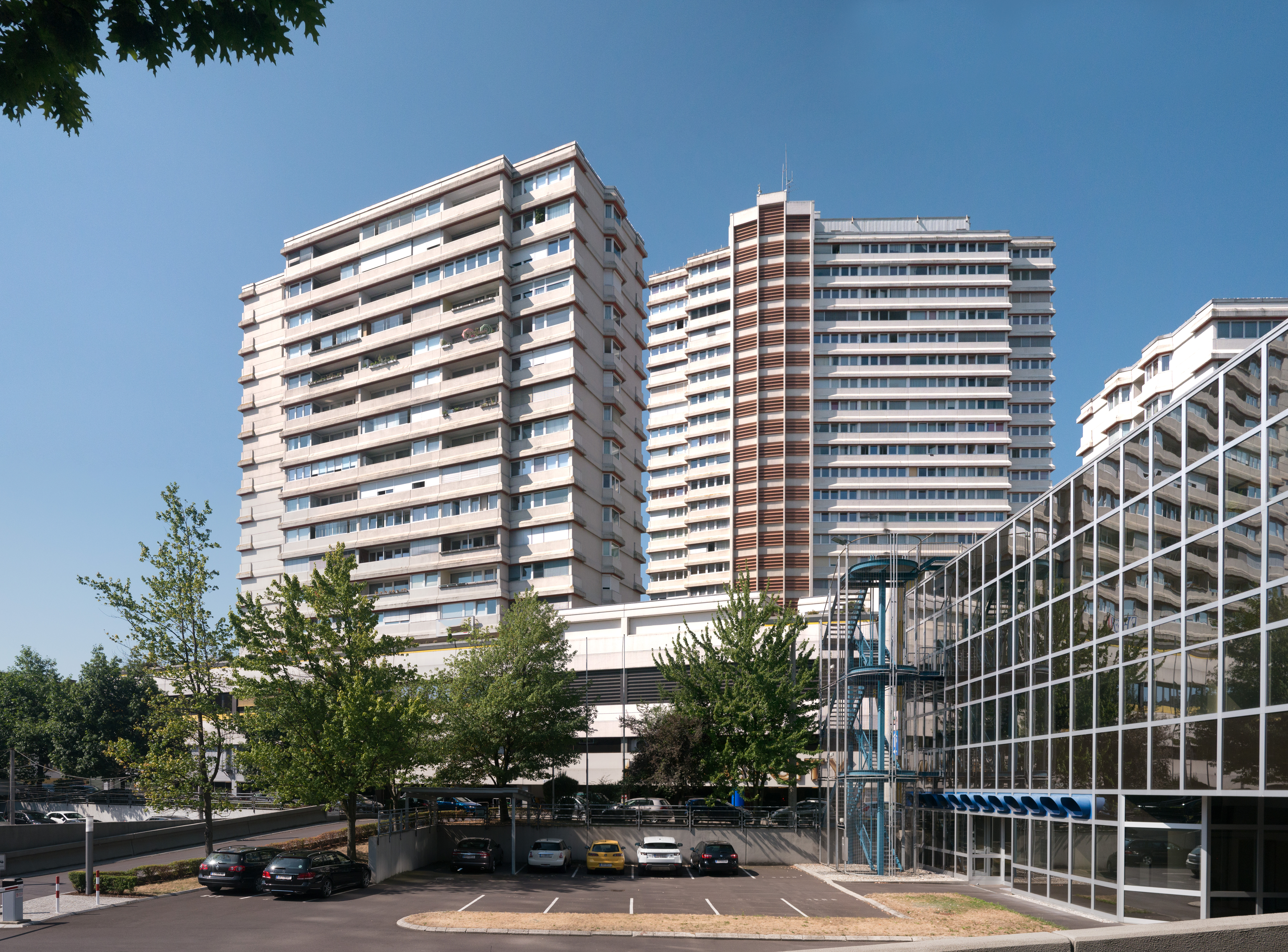
Die zwei höchsten Türme des Baukomplexes Lentia 2000

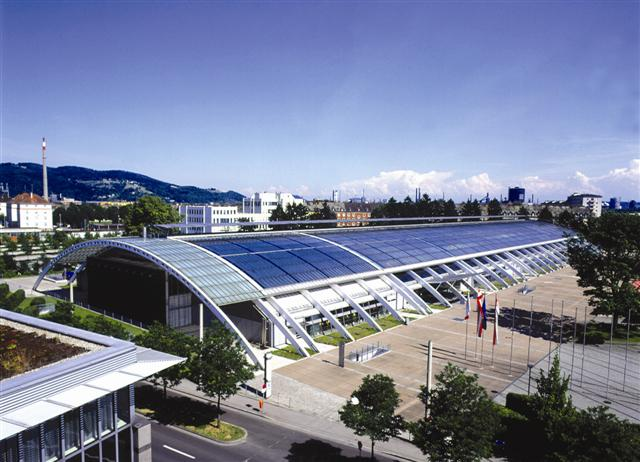
Design Center Linz (2006)

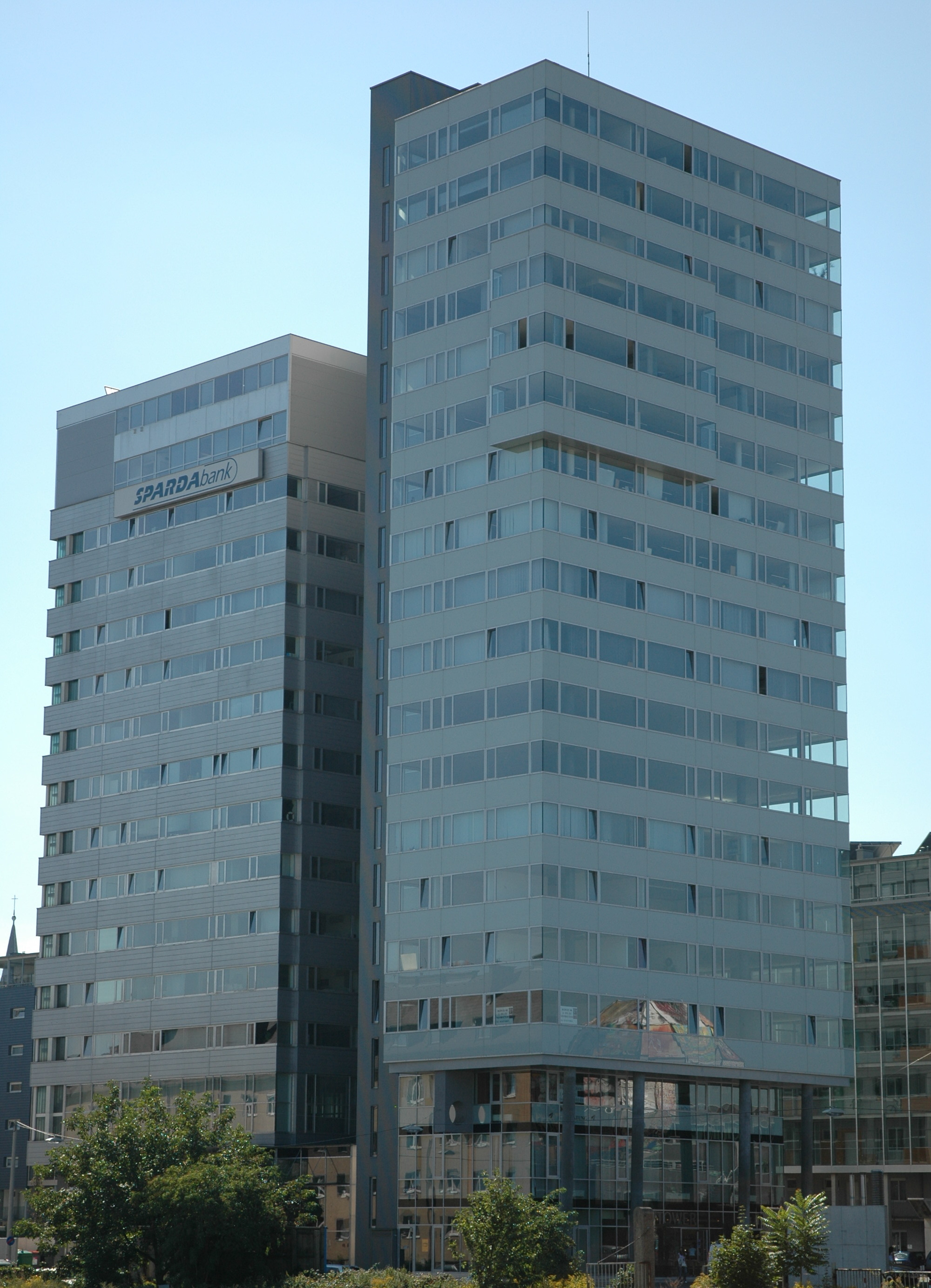
City Tower Linz

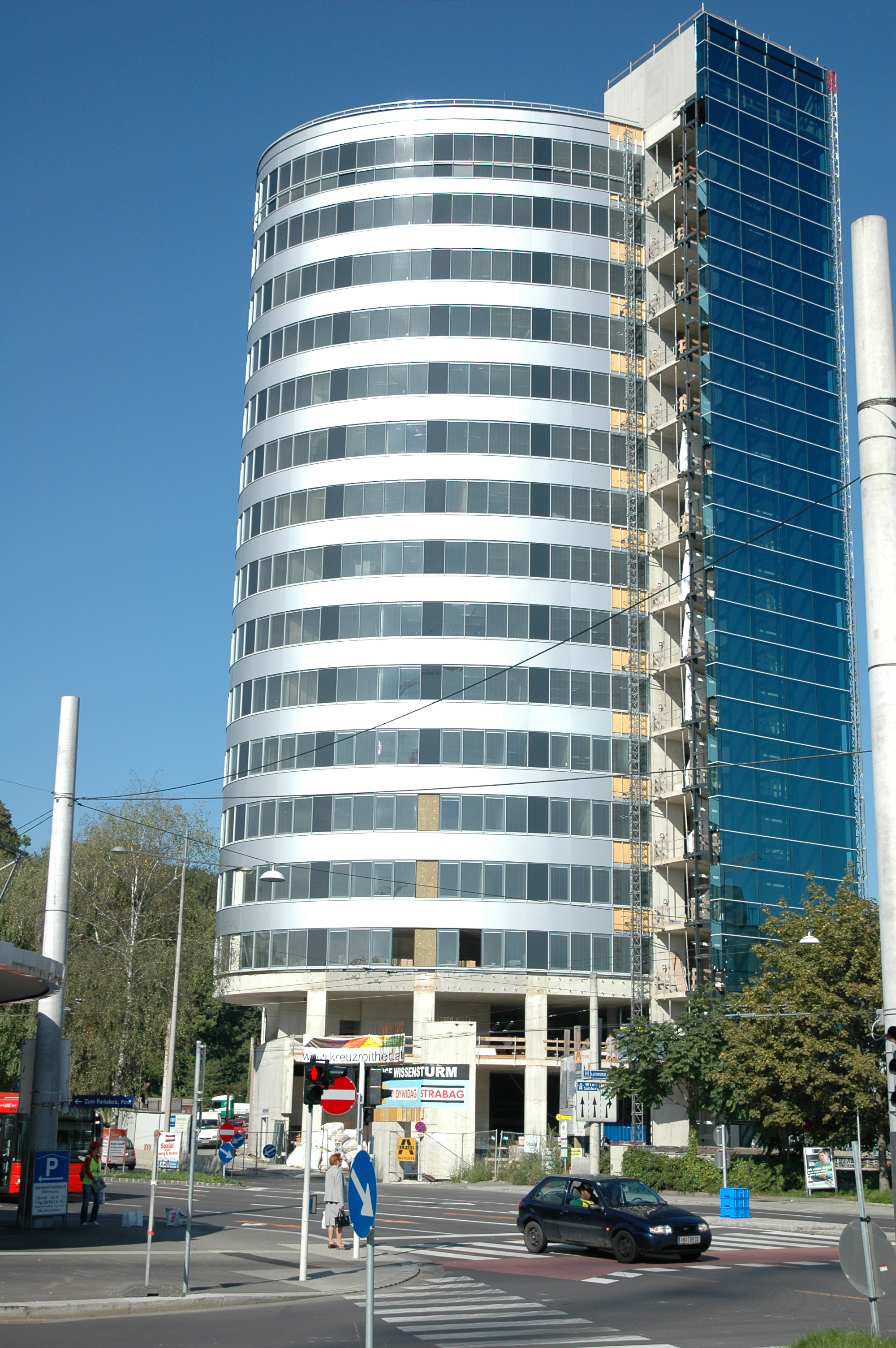
Wissensturm Linz

Heinz Stögmüller (* 1. Juni 1938 in Traun; † 22. Juli 2023) war ein österreichischer Architekt.

## Leben
Stögmüller studierte an der Technischen Universität Wien, wo er 1964 mit Diplom abschloss. 1969 gründete er ein Architekturbüro. Er arbeitete mit Thomas Herzog als Partner zusammen. Ende der 1980er Jahre war er Geschäftsführer der BEG Ges.m.b.h. in Linz. 2005 wurde das Architekturbüro Heinz Stögmüller von Jörg Stögmüller übernommen.

## Architekt
Als Architekt war Heinz Stögmüller unter anderem an folgenden Projekten beteiligt:
- Lentia 2000 (1973)
- (1991) Entwurf mit Thomas Herzog und Hanns Jörg Schrader.[5]
- Einhausung Bindermichl der Mühlkreisautobahn im Stadtteil Bindermichl unter Lösung der Umweltprobleme (1996)
- Hallenbad in Wels (2001)[6]
- Wohnanlage mit 151 Wohnungen in der SolarCity Linz (1999)[7]
- City Tower Linz (2003)
- Wissensturm Linz (2007) Das architektonische Grundkonzept des Wissensturms stammt von Franz Kneidinger und Heinz Stögmüller.[8]

## Auszeichnungen
- 1994 Kulturpreis des Landes Oberösterreich (Kategorie: Architektur. Gemeinsam mit Thomas Herzog, Jörg Schrade)
- 1998 Umweltpreis der Stadt Linz (Gemeinsam mit Jörg Stögmüller)

## Veröffentlichungen
- Entwicklung einer Typologie für Schallschutzbauten. Straßenforschungsheft Nr. 493, 1999 (mit Jörg Stögmüller)